# Kalanchoe spathulata
Espèce
Classification phylogénétique

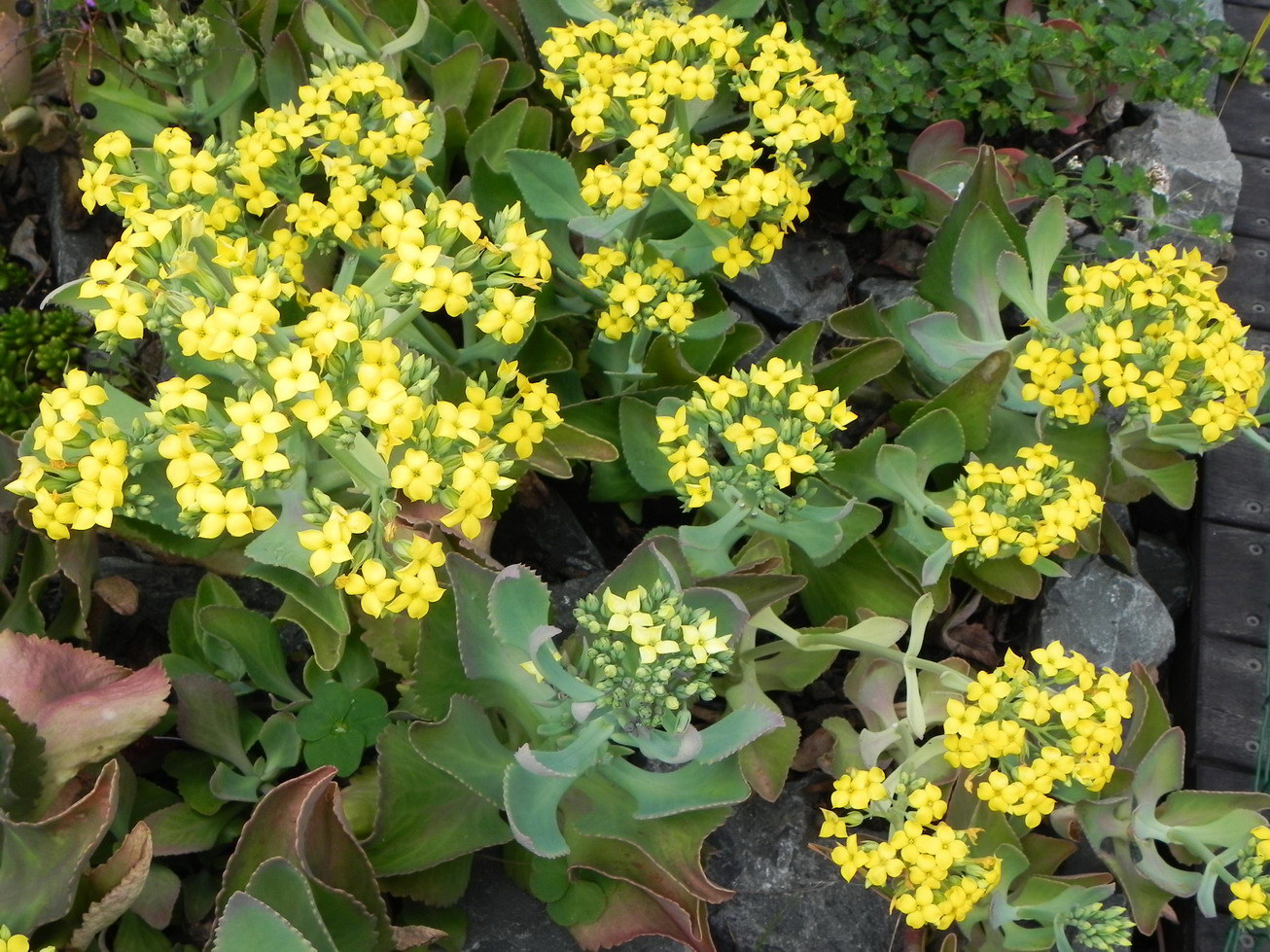
Kalanchoe spatulé (Nouvelle-Calédonie)

Kalanchoe spathulata, le Kalanchoé spatulé, est une plante succulente de la famille des Crassulaceae, originaire d'Asie.
Synonymes :

- Kalanchoe integra (Medikus) Kuntze, 1891
- Kalanchoe yunnanensis Gagnep.

## Étymologie
Le nom Kalanchoe (écrit aussi Kalanchoë) a été donné par le botaniste français Michel Adanson qui décrivit le genre dans Familles des plantes en 1763. Comme Adanson réfère à une espèce type qu'il croyait d'origine chinoise, on suppose généralement que l'appellation viendrait du chinois. Il indique dans la table  des matières (page 530) « KALANCHOE Sin. Camell. ....248 » pouvant signaler que ce terme d'origine chinoise était employé par Joseph Camellus, un botaniste missionnaire jésuite dans les îles Philippines.
Le professeur W. H.J. Kuo de l'Université nationale de Taïwan, indique que les deux premières syllabes du terme kalanchoe pourrait venir de 芥藍, le brocoli chinois, utilisé en cuisine cantonaise et vietnamienne, connu généralement sous son nom cantonais kai-lan car bien que n'appartenant pas à la même famille que les Kalanchoés, il possède une certaine ressemblance avec un kalanchoe d'origine asiatique  le K. spathulata 匙叶伽蓝菜 (匙葉芥藍菜) chiye gailan cai (tous les deux ont des feuilles spatulées épaisses et une inflorescence terminale de fleurs tétramères). Ce chou est d'ailleurs nommé kailan en indonésien et malais.
Augustin Pyrame de Candolle a décrit Kalanchoe spathulata (la kalanchée en spatule) en 1799, dans Histoire des plantes grasses. « Il paroit quelle est originaire de Chine, d'après le nom qui lui est donné dans les vélins du Muséum d'Histoire Naturelle. » dit-il.

## Description
Kalanchoe spathulata est une plante succulente, pérenne, glabre ou distalement glandulaire-pubescente,.
La tige fait de 20 à 120 cm de haut.
Les feuilles sont opposées, décussées, épaisses et charnues, jusqu'à 20 cm de long, à marge dentée.
Les feuilles inférieures sont spatulées, crénelées, les feuilles supérieures sont bien plus étroites et parfois trifoliolées.
L'inflorescence est une cyme souvent lâche, composée, glandulaire-pubescente. Les fleurs sont parfumées, érigées, les 4 sépales sont triangulaires lancéolées, de couleur d'un vert glauque, de 4-10 mm, la corolle tubulaire jaune (ou rouge orangé), est formée d'un tube de 15-16 mm de long, renflé à la base et terminé par 4 larges lobes étalés de 8-10 mm jaunes. Les 8 étamines sont fixées en 2 verticilles sur le tube corollien. Les 4 carpelles sont opposés au 4 nectaires (écailles), jaunes.
La floraison a lieu de juin à novembre à Taïwan.
Le fruit est fait de quatre follicules, de 0,5-1,5 cm, recouverts par la corolle.

## Distribution
Kalanchoe spathulata est originaire d'Asie tropicale :
- Chine (Fujian, Guangdong, Xizang, Yunnan, nommé 匙叶伽蓝菜 chíyè jialan cai), Taiwan (nommé 匙葉燈籠草 chíyè dēnglóng cǎo, 倒吊莲 daodiàolián)
- Japon (Ryukyu)
- Inde, Bhoutan, Népal,
- Cambodge, Laos, Myanmar, Thaïlande, Vietnam,
- Indonésie, Malaisie, Philippines

Ce kalanchoé a été introduit en Floride, au Brésil, et en diverses régions d'Asie et d'Afrique.

## Usages
Le kalanchoé spatulé était utilisé en médecine traditionnelle par les peuples indigènes de Taïwan. Il est aussi utilisé en médecine traditionnelle chinoise[réf. nécessaire]. Son activité anti-inflammatoire est utilisée dans le traitement des otites.
C'est une plante toxique qui ne doit pas être consommée par les animaux.